# (523677) 2013 UF15
(523677) 2013 UF15 est un objet transneptunien en résonance 3:5 avec Neptune.